# Memorial Van Damme 2008
De Memorial Van Damme 2008 was een atletiektoernooi dat op 5 september 2008 plaatsvond. Het was de 32ste editie van de Memorial Van Damme. Deze wedstrijd, onderdeel van de Golden League, werd gehouden in het Koning Boudewijnstadion in Brussel.

## Uitslagen

### Mannen

#### 100 m
| rang   | atleet           | land | tijd        |
| ------ | ---------------- | ---- | ----------- |
| Goud   | Usain Bolt       | JAM  | 9,77 s (MR) |
| Zilver | Asafa Powell     | JAM  | 9,83 s      |
| Brons  | Nesta Carter     | JAM  | 10,07 s     |
| 4      | Michael Frater   | JAM  | 10,08 s     |
| 5      | Travis Padgett   | USA  | 10,15 s     |
| 6      | Kim Collins      | SKN  | 10,22 s     |
| 7      | Churandy Martina | AHO  | 10,24 s     |
| 8      | Ronald Pognon    | FRA  | 10,26 s     |
| 9      | Mario Forsythe   | JAM  | 10,36 s     |

#### 400 m
| rang   | atleet                | land | tijd    |
| ------ | --------------------- | ---- | ------- |
| Goud   | Jeremy Wariner        | USA  | 44,44 s |
| Zilver | Martyn Rooney         | GBR  | 45,34 s |
| Brons  | Gary Kikaya           | COD  | 45,67 s |
| 4      | Kevin Borlée          | BEL  | 45,69 s |
| 5      | Johan Wissman         | SWE  | 45,93 s |
| 6      | Jonathan Borlée       | BEL  | 45,96 s |
| 7      | Cédric Van Branteghem | BEL  | 46,24 s |
| 8      | Kamghe Gaba           | GER  | 46,67 s |
| 9      | Michael Mathieu       | BAH  | 47,44 s |

#### 400 m horden
| rang   | atleet            | land | tijd    |
| ------ | ----------------- | ---- | ------- |
| Goud   | Kerron Clement    | USA  | 48,29 s |
| Zilver | Danny McFarlane   | JAM  | 48,63 s |
| Brons  | Isa Phillips      | JAM  | 48,92 s |
| 4      | L.J. Van Zyl      | RSA  | 49,11 s |
| 5      | Markino Buckley   | JAM  | 49,23 s |
| 6      | Alwin Myburgh     | RSA  | 49,70 s |
| 7      | Marek Plawgo      | POL  | 49,96 s |
| 8      | Ockert Cilliers   | RSA  | 50,09 s |
| 9      | Jonathan Williams | BIZ  | 50,68 s |

#### 800 m
| rang   | atleet             | land | tijd         |
| ------ | ------------------ | ---- | ------------ |
| Goud   | Yusuf Saad Kamel   | BRN  | 1.44,56      |
| Zilver | Alfred Yego        | KEN  | 1.45,01      |
| Brons  | Amine Laalou       | FRA  | 1.45,01 (SB) |
| 4      | Nadjin Manseur     | ALG  | 1.45,09      |
| 5      | Pawel Czapiewski   | POL  | 1.45,70      |
| 6      | Bram Som           | NED  | 1.45,96      |
| 7      | Wilfred Bungei     | KEN  | 1.46,01      |
| 8      | Abraham Chepkirwok | UGA  | 1.47,33      |
| 9      | Michael Rimmer     | GBR  | 1.50,73      |
| 10     | Ismael Kombich     | KEN  | DNF          |

#### 1500 m
| rang   | atleet                   | land | tijd    |
| ------ | ------------------------ | ---- | ------- |
| Goud   | Belal Mansoor Ali        | BRN  | 3.35,94 |
| Zilver | Abdalaati Iguider        | MAR  | 3.36,14 |
| Brons  | Nick Willis              | NZL  | 3.36,23 |
| 4      | Nicholas Kemboi          | KEN  | 3.36,29 |
| 5      | Daniel Kipchirchir Komen | KEN  | 3.36,53 |
| 6      | Mohamed Moustaoui        | MAR  | 3.36,61 |
| 7      | Haron Keitany            | KEN  | 3.36,80 |
| 8      | Asbel Kiprop             | KEN  | 3.36,82 |
| 9      | Juan van Deventer        | RSA  | 3.37,30 |
| 10     | Arturo Casado            | ESP  | 3.37,53 |
| 11     | Geoffrey Rono            | KEN  | 3.37,84 |
| 12     | Juan Carlos Higuero      | ESP  | 3.39,59 |
| 13     | Kamal Boulahfane         | ALG  | 3.42,32 |
| 14     | Geoffrey Marrion         | BEL  | 3.42,64 |
|        | Philemon Kimutai         | KEN  | DNF     |
|        | Alex Sang                | KEN  | DNF     |
|        | Carsten Schlangen        | GER  | DNS     |

#### 3000 m steeple
| rang   | atleet              | land | tijd         |
| ------ | ------------------- | ---- | ------------ |
| Goud   | Paul Kipsiele Koech | KEN  | 8.04,99      |
| Zilver | Brimin Kipruto      | KEN  | 8.10,26 (SB) |
| Brons  | Tareq Mubarak Taher | BRN  | 8.15,32      |
| 4      | Bouabdellah Tahri   | FRA  | 8.15,68      |
| 5      | Benjamin Kiplagat   | UGA  | 8.16,78      |
| 6      | Mike Kipyego        | KEN  | 8.19,66      |
| 7      | Mustafa Mohamed     | SWE  | 8.20,65      |
| 8      | Collins Kosgei      | KEN  | 8.24,13      |
| 9      | Nahom Mesfin        | ETH  | 8.25,10      |
| 10     | Youcef Abdi         | AUS  | 8.26,07 (SB) |
| 11     | Wesley Kiprotich    | KEN  | 8.26,12      |
| 12     | Thomasz Szymkowiak  | POL  | 8.34,78      |
| 13     | Bostjan Buc         | SLO  | 8.41,96      |
| 14     | Krijn Van Koolwijk  | BEL  | 8.43,91      |
| 15     | Hamid Ezzine        | MAR  | 8.46,03      |
|        | James Kosgei        | KEN  | DNF          |
|        | Patrick Langat      | KEN  | DNF          |
|        | Jukka Keskisalo     | FIN  | DNS          |

#### 5000 m
| rang   | atleet         | land | tijd     |
| ------ | -------------- | ---- | -------- |
| Goud   | Eliud Kipchoge | KEN  | 13.06,12 |
| Zilver | Isaac Songok   | KEN  | 13.06,71 |
| Brons  | Mang'Ata Ndiwa | KEN  | 13.07,46 |

Verder een PB voor Lucas Kemeli Rotich  KEN en een SB voor Mo Farah  GBR, Mike Kigen  KEN, Shale Warga  ETH en Matt Tegenkamp  USA.

#### 10.000 m
| rang   | atleet          | land | tijd     |
| ------ | --------------- | ---- | -------- |
| Goud   | Sileshi Sihine  | ETH  | 27.06,97 |
| Zilver | Moses Masai     | KEN  | 27.07,36 |
| Brons  | Bernard Kipyego | KEN  | 27.08,06 |

Verder een SB voor Ahmad Abdullah  QAT en Meb Keflezighi  USA.
Voorts was er ook een PB voor Bernard Rotich  KEN en Marco Joseph  TAN

#### speerwerpen
| rang   | atleet              | land | afstand |
| ------ | ------------------- | ---- | ------- |
| Goud   | Tero Pitkämäki      | FIN  | 85,32 m |
| Zilver | Ainars Kovals       | LAT  | 84,76 m |
| Brons  | Andreas Thorkildsen | NOR  | 82,39 m |
| 4      | Ēriks Rags          | LAT  | 81,04 m |
| 5      | Vadims Vasiļevskis  | LAT  | 80,84 m |
| 6      | Sergej Makarov      | RUS  | 78,80 m |
| 7      | Teemu Wirkkala      | FIN  | 77,15 m |
| 8      | Tom Goyvaerts       | BEL  | 75,81 m |
| 9      | Ilya Korotkov       | RUS  | 71,32 m |

#### verspringen
| rang   | atleet                 | land | afstand |
| ------ | ---------------------- | ---- | ------- |
| Goud   | Miguel Pate            | USA  | 8,02 m  |
| Zilver | Hussein Taher Al-Sabee | KSA  | 7,96 m  |
| Brons  | Salim Sdiri            | FRA  | 7,92 m  |

### Vrouwen

#### 100 m
| rang   | atleet             | land | tijd    |
| ------ | ------------------ | ---- | ------- |
| Goud   | Kim Gevaert        | BEL  | 11,25 s |
| Zilver | Debbie Ferguson    | BAH  | 11,32 s |
| Brons  | Me'Lisa Barber     | USA  | 11,37 s |
| 4      | Chandra Sturrup    | BAH  | 11,40 s |
| 5      | Carmelita Jeter    | USA  | 11,46 s |
| 6      | Stephanie Durst    | USA  | 11,49 s |
| 7      | Jeanette Kwakye    | GBR  | 11,52 s |
| 8      | Jevgenia Poljakova | RUS  | 11,58 s |
| 9      | Hanna Mariën       | BEL  | 11,77 s |

#### 200 m
| rang   | atleet             | land | tijd    |
| ------ | ------------------ | ---- | ------- |
| Goud   | Marshevet Hooker   | USA  | 22,62 s |
| Zilver | Kerron Stewart     | JAM  | 22,76 s |
| Brons  | Debbie Ferguson    | JAM  | 22,79 s |
| 4      | Muriel Hurtis      | FRA  | 22,93 s |
| 5      | Carmelita Jeter    | USA  | 23,24 s |
| 6      | Olivia Borlée      | BEL  | 23,30 s |
| 7      | Christine Ohuruogu | GBR  | 23,33 s |
| 8      | Joelia Goesjtsjina | RUS  | 23,43 s |
| 9      | Torri Edwards      | USA  | DNS     |

#### 800 m
| rang   | atleet                | land | tijd         |
| ------ | --------------------- | ---- | ------------ |
| Goud   | Pamela Jelimo         | KEN  | 1.55,16 (MR) |
| Zilver | Janeth Jepkosgei      | KEN  | 1.58,85      |
| Brons  | Kenia Sinclair        | JAM  | 1.59,11      |
| 4      | Elisa Cusma           | ITA  | 1.59,26      |
| 5      | Marilyn Okoro         | GBR  | 1.59,33      |
| 6      | Yuliya Krevsun        | UKR  | 2.01,15      |
| 7      | Ekaterina Kostetskaya | RUS  | 2.01,73      |
| 8      | Jenny Meadows         | GBR  | 2.02,22      |
| 9      | Agnes Samaria         | NAM  | 2.02,95      |
| 10     | Mariya Shapayeva      | RUS  | 2.03,25      |
|        | Svetlana Kljoeka      | RUS  | DNF          |

#### 5000 m
| rang   | atleet            | land | tijd     |
| ------ | ----------------- | ---- | -------- |
| Goud   | Vivian Cheruiyot  | KEN  | 14.25,43 |
| Zilver | Meseret Defar     | ETH  | 14.25,52 |
| Brons  | Linet Masai       | KEN  | 14.52,10 |
| 4      | Meselech Melkamu  | ETH  | 14.58,09 |
| 5      | Priscah Jepleting | KEN  | 15.01,02 |
| 6      | Sylvia Kibet      | KEN  | 15.01,58 |
| 7      | Viola Kibiwot     | KEN  | 15.01,89 |
| 8      | Grace Momanyi     | KEN  | 15.02,10 |
| 9      | Lilia Sjoboechova | RUS  | 15.02,79 |
| 10     | Jane Kiptoo       | KEN  | 15.07,48 |
| 11     | Lucy Kabuu        | KEN  | 15.15,48 |
| 12     | Peninah Jepchumba | KEN  | 15.19,38 |
| 13     | Ines Chenonge     | KEN  | 15.20,10 |
| 14     | Urgesa Bizunesh   | ETH  | 15.42,28 |
| 15     | Mimi Belete       | ETH  | 15.44,20 |

#### 100 m horden
| rang   | atleet                 | land | tijd    |
| ------ | ---------------------- | ---- | ------- |
| Goud   | Delloreen Ennis-London | JAM  | 12,65 s |
| Zilver | Lolo Jones             | USA  | 12,67 s |
| Brons  | Josephine Onyia        | ESP  | 12,71 s |

#### polsstokhoogspringen
| rang   | atleet            | land | hoogte |
| ------ | ----------------- | ---- | ------ |
| Goud   | Jelena Isinbajeva | RUS  | 4,72 m |
| Zilver | Monika Pyrek      | POL  | 4,56 m |
| Brons  | Tatyana Polnova   | RUS  | 4,56 m |

#### hoogspringen
| rang   | atleet           | land | hoogte |
| ------ | ---------------- | ---- | ------ |
| Goud   | Ariane Friedrich | GER  | 2,00 m |
| Zilver | Blanka Vlašić    | CRO  | 2,00 m |
| Brons  | Tia Hellebaut    | BEL  | 2,00 m |

## Legenda
- AR = Werelddeelrecord (Area Record)
- MR = Evenementsrecord (Meeting Record)
- SB = Beste persoonlijke seizoensprestatie (Seasonal Best)
- PB = Persoonlijk record (Personal Best)
- NR = Nationaal record (National Record)
- ER = Europees record (European Record)
- WL = 's Werelds beste seizoensprestatie (World Leading)
- WJ = Wereld juniorenrecord (World Junior Record)
- WR = Wereldrecord (World Record)

1977 · 
1978 · 
1979 · 
1980 · 
1981 · 
1982 · 
1983 · 
1984 · 
1985 · 
1986 · 
1987 · 
1988 · 
1989 · 
1990 · 
1991 · 
1992 · 
1993 · 
1994 · 
1995 · 
1996 · 
1997 · 
1998 · 
1999 · 
2000 · 
2001 · 
2002 · 
2003 · 
2004 · 
2005 · 
2006 · 
2007 · 
2008 · 
2009 · 
2010 · 
2011 ·
2012 ·
2013 ·
2014 ·
2015 ·
2016 ·
2017 ·
2018 ·
2019 .
2020 .
2021 .
2022 .
2023 .
2024 .
2025